# MV Agios Georgios
El MV Agios Georgios, también conocido como MV Panagia Tinou, fue un histórico transbordador de tipo Ro-Ro botado en 1972 como MV Hengist. Fue diseñado para operar a través del Canal de la Mancha y prestó servicio en la ruta Folkestone-Boulogne hasta 1991. En 1987, encalló como resultado de la gran tormenta de 1987. Prestó servicio con varios operadores antes de ser vendido a Vaggelis Ventouris en 2004 para prestar servicio en las islas griegas.

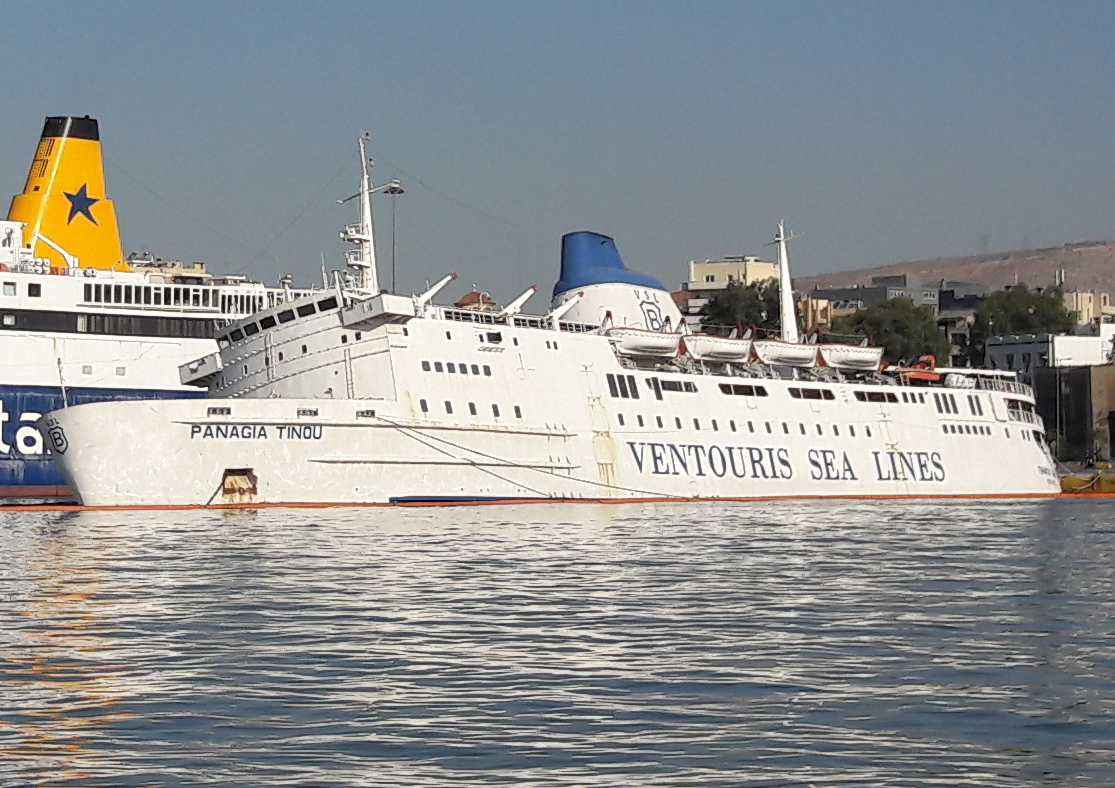
El buque cuando se llamaba Panagia Tinou hundido en El Pireo (Grecia), año 2016.

En abril de 2016, se hundió mientras estaba atracado en El Pireo. El barco fue reflotado en febrero de 2017 y fue desguazado ese mismo año en Aliağa, Turquía.